# Ку Бон Чан
Ку Бон Чан (кор. 구본찬, нар. 31 січня 1993, Кьонджу, Південна Корея) — південнокорейський лучник, дворазовий олімпійський чемпіон 2016 року, дворазовий чемпіон світу.

## Виступи на Олімпіадах
| Олімпіада           | Дисципліна             | Місце |
| ------------------- | ---------------------- | ----- |
| Ріо-де-Жанейро 2016 | індивідуальна першість | 1     |
| Ріо-де-Жанейро 2016 | командна першість      | 1     |